# Kari Lizer
Kari Lizer est une actrice, scénariste et productrice américaine née le 26 août 1961 à San Diego, Californie (États-Unis).

## Filmographie

### comme actrice
- 1981 : Le Convoi des casseurs (Smokey Bites the Dust) : Cindy
- 1983 : Private School (en) de  Noel Black : Rita
- 1985 : Waiting to Act : Dorcy's date
- 1985 : Touché ! : Muffy
- 1987 : Who's the Boss (Madame est Servie-Série TV: Épisode 1 Saison 4 "La bague au doigt": Christy
- 1988 : The Van Dyke Show (série TV) : Chris Burgess
- 1989 : Code Quantum (série TV) : Episode 5 Saison 1 : Tess
- 1990 : Murder in Paradise (TV)
- 1992 : Double Edge (TV) : Sister Theresa
- 1997 : Breast Men : Female Interviewer

### comme scénariste
- 1994 : Benders
- 1996 : Boston Common ("Boston Common") (série TV)

### comme productrice
- 1998 : Maggie Winters (Maggie Winters) (série TV)
- 2003 : Will et Grace (Will and Grace (1998) TV Series (co-executive producer))